# Václav Burda
Václav Burda, född 14 januari 1973, död 16 juli 2018, var en tjeckisk professionell ishockeyspelare (back).